# Song Phú
Song Phú là một xã thuộc tỉnh Vĩnh Long, Việt Nam.

## Địa lý
Xã Song Phú có vị trí địa lý:
- Phía đông giáp xã Cái Ngang và Tam Bình.
- Phía tây giáp phường Bình Minh và xã Mỹ Thuận
- Phía nam giáp phường Đông Thành và xã Ngãi Tứ.
- Phía bắc giáp xã Phú Quới.

Xã Song Phú có diện tích 76,58 km², dân số năm 2025 là 50.646 người, mật độ dân số đạt 661 người/km².

## Hành chính
Xã Song Phú được chia thành 6 ấp: Phú Điền, Phú Hòa Yên, Phú Hữu Yên, Phú Ninh, Phú Trường, Phú Trường Yên.

## Lịch sử
Ngày 6 tháng 12 năm 2019, Hội đồng Nhân dân tỉnh Vĩnh Long ban hành Nghị quyết 228/NQ-HĐND về việc sáp nhập toàn bộ ấp Phú Lợi vào ấp Phú Điền.
Ngày 16 tháng 6 năm 2025, Ủy ban Thường vụ Quốc hội ban hành Nghị quyết số 1687/NQ-UBTVQH15 về việc sắp xếp các đơn vị hành chính cấp xã của tỉnh Vĩnh Long năm 2025. Theo đó, sắp xếp toàn bộ diện tích tự nhiên, quy mô dân số của các xã Long Phú, Tân Phú, Song Phú và Phú Thịnh thành xã mới có tên gọi là xã Song Phú.
Sau khi sáp nhập, xã Song Phú có 76,58 km² diện tích tự nhiên và dân số 50.646 người.